# Falco sparverius
El cernícalo americano (Falco sparverius), también conocido como halconcito colorado, cuyaya, falcón común, quilico o simplemente cernícalo, es una especie de ave falconiforme de la familia Falconidae. La UICN considera a la especie como de preocupación menor. Es un ave muy utilizada en la cetrería.[cita requerida]

## Distribución
Habita gran parte de América, desde Canadá hasta Tierra del Fuego. En México se distribuye prácticamente en todo el territorio. Son de hábitat terrestre. La especie en el hemisferio norte presenta poblaciones en Canadá y Estados Unidos que pueden migrar durante el invierno a zonas del sur de Estados Unidos y México, compartiendo ambientes invernales con poblaciones residentes.

## Descripción
Mide de 23 a 27 cm de largo, pesando entre 85 y 140 g. Es una de las pocas especies de rapaces que presentan dimorfismo sexual evidente, incluso en el plumaje juvenil.
Los machos, como es usual entre las rapaces diurnas, son de menor tamaño que las hembras. En su plumaje adulto tienen las cobertoras de las alas de un color grisáceo claro con puntos negros, y las primarias negras con puntos blancos. La cola es rojiza con una franja negra en el extremo seguida por puntas blancas.
La hembra es de mayor tamaño que los machos; en su plumaje adulto tiene tanto las cobertoras del ala como la cola de un tono rojizo barrado en negro.
Frecuentemente es observado solitario o en parejas; no forman grupos sociales aunque pueden agruparse durante la migración.

## Alimentación
Se alimenta de insectos, roedores, otras aves, anfibios y reptiles pequeños (especialmente en zonas áridas) que generalmente caza volando desde una atalaya natural o artificial. Ocasionalmente, emplea la técnica de atacar a sus presas desde una posición estática que mantiene volando (cernirse; origen de su nombre común en español).

## Reproducción
Al igual que los demás representantes del género Falco, no construye su propio nido. Deposita sus huevos en cavidades de árboles o nidos abandonados de otras especies de aves; frecuentemente utiliza oquedades creadas por pájaros carpinteros, tanto en árboles, cardones, como en termiteros. También utiliza cajas nido artificiales si están disponibles en su territorio.
La hembra deposita de uno a cinco huevos moteados en el nido; el macho le aporta alimento y continúa haciéndolo al nacer los polluelos. Cuando estos aumentan su tamaño la hembra también caza y aporta presas al nido.

## Subespecies
Se conocen 17 subespecies de Falco sparverius:
- Falco sparverius sparverius - Norteamérica (de Alaska a Terranova, y al sur hasta el oeste de México).
- Falco sparverius paulus - costas del sur de Estados Unidos hasta Florida.
- Falco sparverius peninsularis - oeste de México (sur de Baja California, Sonora y Sinaloa).
- Falco sparverius tropicalis - del sur de México hasta el norte de Honduras.
- Falco sparverius nicaraguensis - sabanas de Honduras y Nicaragua.
- Falco sparverius caribaearum - Indias Occidentales (de Puerto Rico a Grenada).
- Falco sparverius brevipennis - Antillas Neerlandesas (Aruba, Curazao y Bonaire).
- Falco sparverius dominicensis - La Española.
- Falco sparverius sparverioides - Bahamas, Cuba e isla de la Juventud.
- Falco sparverius ochraceus - montañas del este de Colombia y noroeste de Venezuela.
- Falco sparverius caucae - montañas del oeste de Colombia.
- Falco sparverius isabellinus - de Venezuela al norte de Brasil.
- Falco sparverius aequatorialis - norte subtropical de Ecuador.
- Falco sparverius peruvianus - sudoeste subtropical de Ecuador, Perú y norte de Chile.
- Falco sparverius fernandensis - Isla Robinson Crusoe (Archipiélago Juan Fernández, Chile).
- Falco sparverius cinnamominus - del sudeste de Perú, Chile, Uruguay y Argentina, hasta el archipiélago de Tierra del Fuego.
- Falco sparverius cearae - mesetas del noreste de Brasil al este de Bolivia.

## Galería

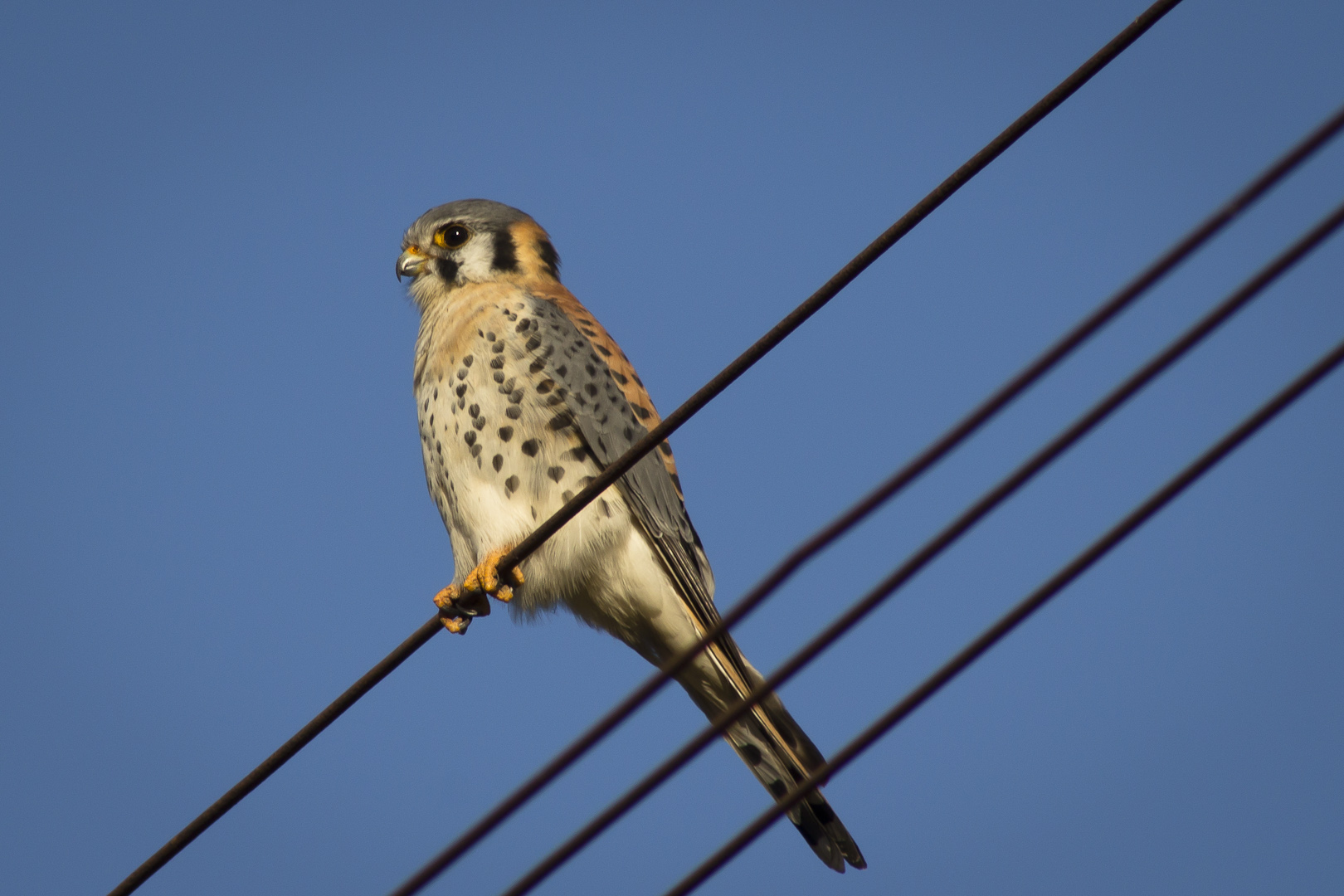
F. s. cinnamominus macho perchado en Córdoba, Argentina
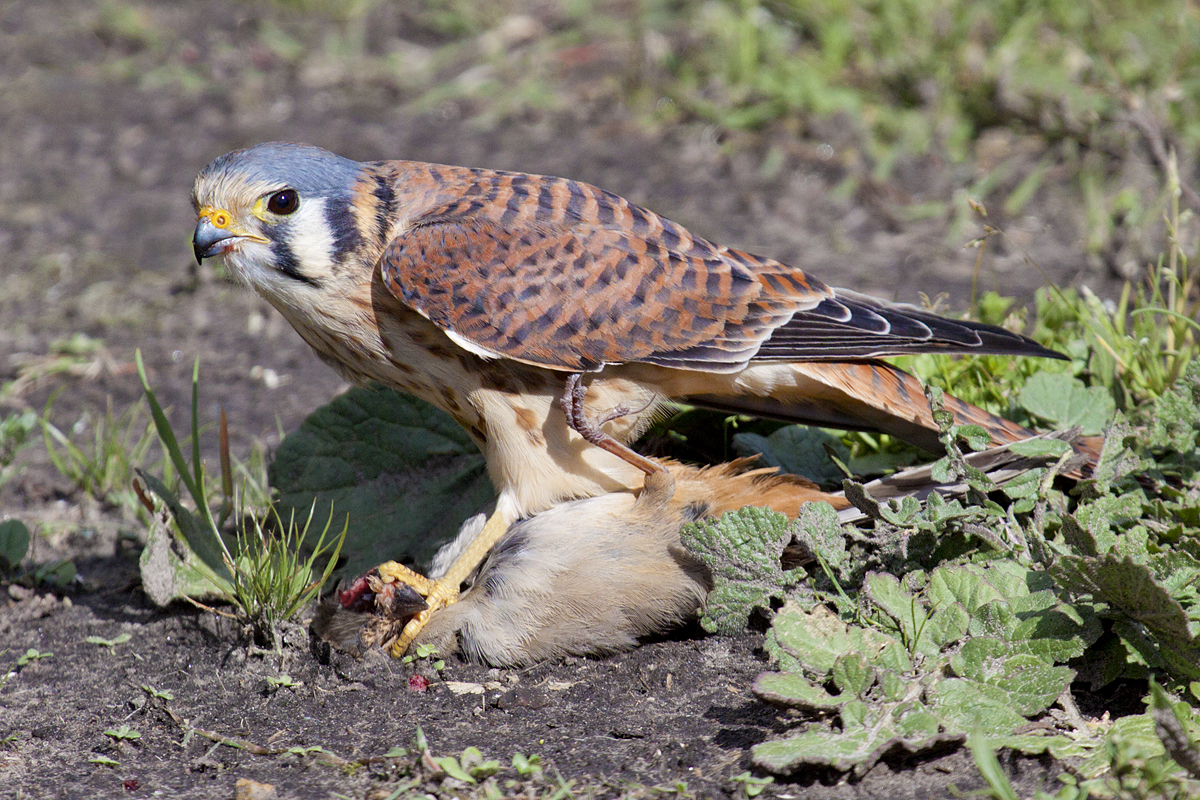
Una hembra alimentándose de un ave
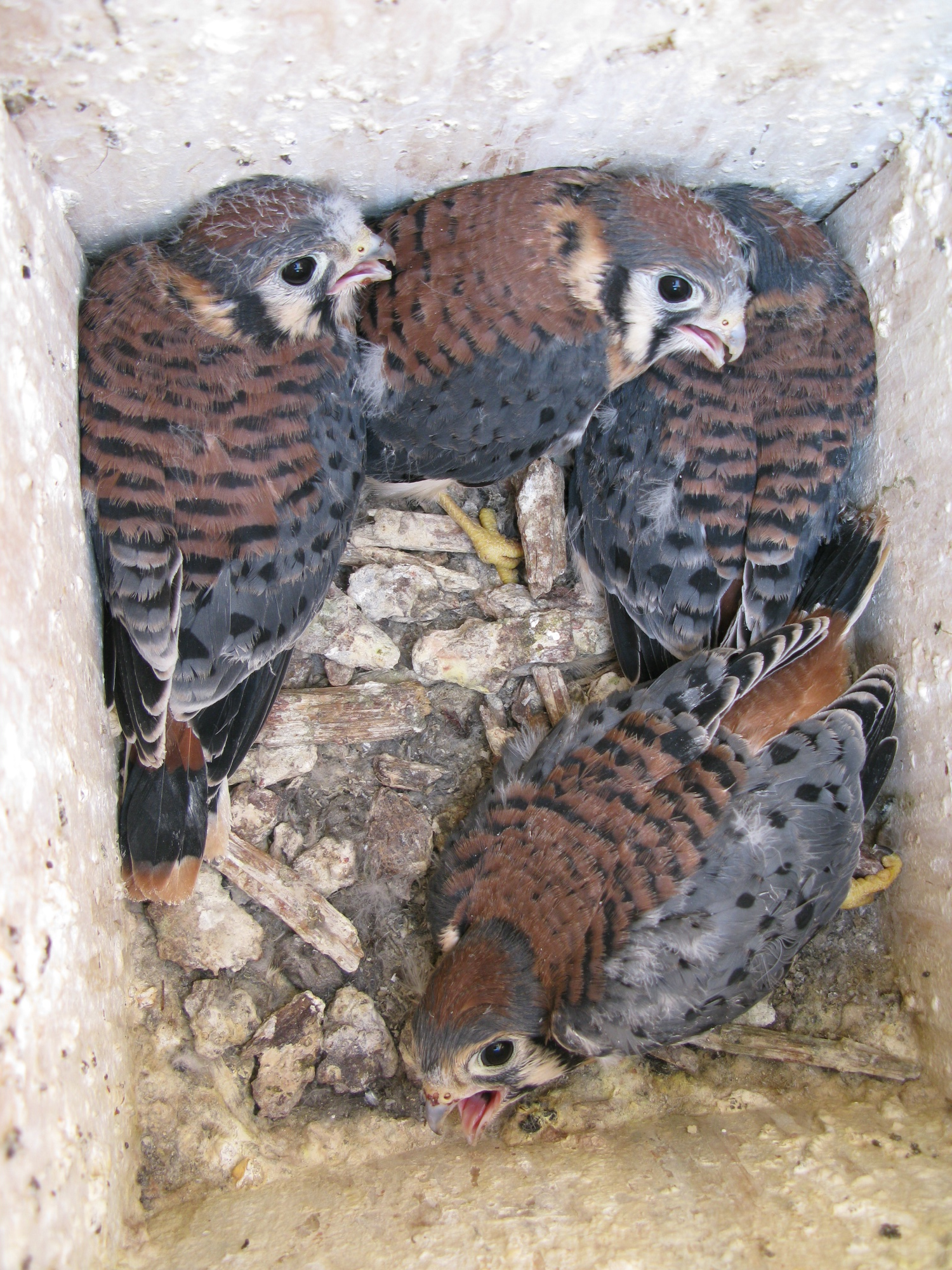
Pichones de cernícalo americano en una caja nido artificial
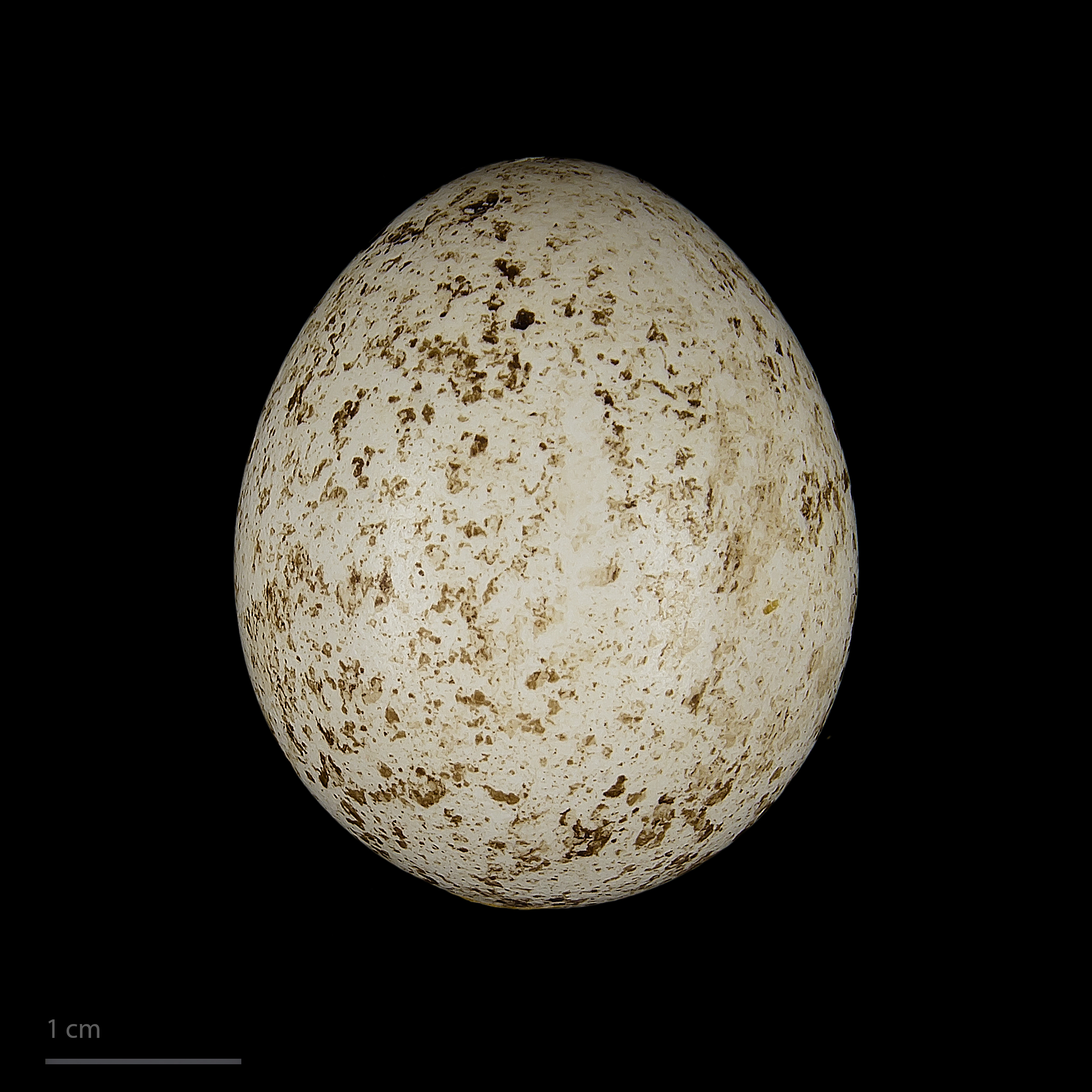
Falco sparverius (huevo) - MHNT
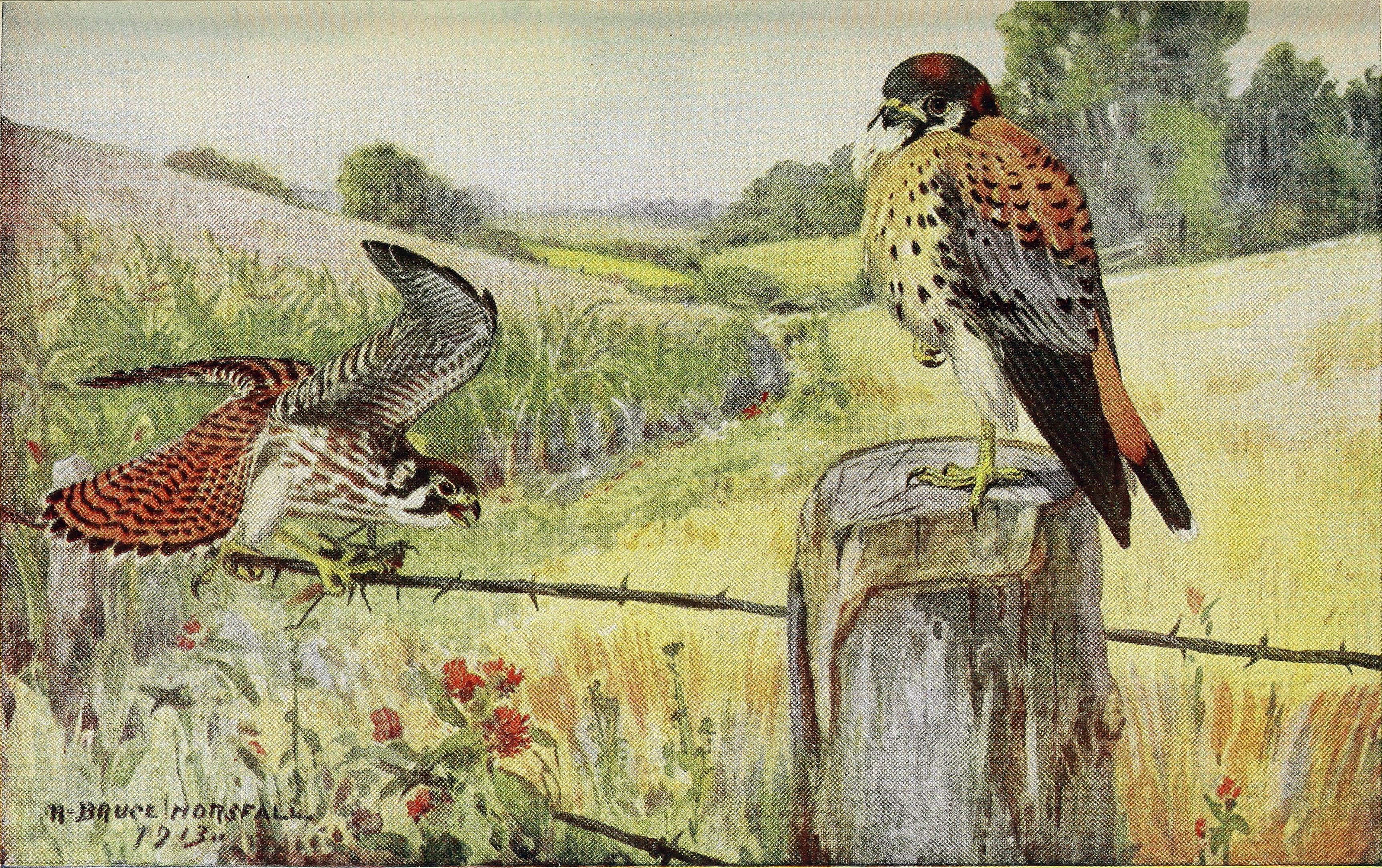
Ilustrado por Horsfall, 1913